# Martin Urban (Kunsthistoriker)
Martin Urban (* 16. Dezember 1913 in Liebemühl; † 2002) war ein deutscher Kunsthistoriker, Museumsdirektor und langjähriger Direktor der Stiftung Seebüll Ada und Emil Nolde mit dem Nolde-Museum in Seebüll.

## Leben
Martin Urban, Sohn des Lehrers Julius Urban, studierte Kunstgeschichte an den Universitäten von Königsberg, Bonn und Kiel. Er wurde 1950 an der Christian-Albrechts-Universität zu Kiel unter Richard Sedlmaier mit der Dissertation Das mittelalterliche Chorgestühl in der Klosterkirche zu Preetz und die Lübecker Gestühle des frühen 14. Jahrhunderts zum Doktor der Philosophie promoviert. Von 1950 bis 1962 war er als Assistent und Kustos am im Schloss Gottorf untergebrachten Schleswig-Holsteinischen Landesmuseum in Schleswig tätig. Von 1963 bis 1992 war er Direktor der Stiftung Ada und Emil Nolde in Seebüll.
Im Jahr 1988 geriet Urban durch einen Bericht der ARD-Sendung titel, thesen, temperamente in die Kritik. Darin berichtete der Journalist Tilman Jens, dass Urban seit den 1970er-Jahren auf der Insel Föhr eine zum Wohnhaus umgebaute Scheune besaß, die in einem Landstrich lag, in dem Wohnbebauung nicht erlaubt war. Urban hätte eine Ausnahmegenehmigung unter der Auflage erhalten, dass in dem Haus Ausstellungen gezeigt würden, wäre dieser aber nicht nachgekommen. In der Folge trat Jens’ Vater, der Literaturhistoriker Walter Jens, nach zwanzig Jahren Mitgliedschaft aus dem Kuratorium der Nolde Stiftung Seebüll zurück.
Martin Urbans Veröffentlichungen befassen sich vor allem mit der Kunst des Mittelalters und dem deutschen Expressionismus.

## Ehrungen
Urban wurde 1980 „in Anerkennung und in Würdigung seiner großen Verdienste um die Erforschung und Bewahrung der Kunst des Deutschen Expressionismus sowie insbesondere seines erfolgreichen Bemühens, das Werk Emil Noldes zu erschließen und in aller Welt zur Geltung zu bringen“ die Ehrenprofessur des Landes Schleswig-Holstein verliehen.

## Familie
Martin Urban war evangelisch, seit 1942 mit Ruth Urban, geborene Henneberg, verheiratet und hatte vier Kinder (Agnes, Dagmar, Petra und Gabriele).

## Publikationen (Auswahl)
- Wenzel Hablik: 1881–1934. Schleswig-Holsteinisches Landesmuseum, Schleswig 1960.
- Ernst Günter Hansing. Städtisches Museum, Flensburg 1961.
- Die Maler der „Brücke“ in Schleswig-Holstein: Erich Heckel, Ernst Ludwig Kirchner, Otto Mueller. Overbeck-Gesellschaft, Lübeck 1962.
- Emil Nolde – Blumen und Tiere: Aquarelle und Zeichnungen. Dumont, Köln 1965 (2. Auflage 2002, ISBN 3-8321-0685-5).
- Emil Nolde – Landschaften. Aquarelle und Zeichnungen. Dumont, Köln 1969 (3. Auflage 2005, ISBN 3-8321-3298-8).
- als Hrsg.: Welt und Heimat. 1971.
- als Hrsg.: Emil Nolde: Mein Leben. 1976.
- als Hrsg.: Reisen, Ächtung, Befreiung. 1978.
- Emil Nolde – Südseeskizzen. 1980.
- Emil Nolde: Werkverzeichnis der Gemälde. 2 Bände. Beck, München, 1987 und 1990, ISBN 3-406-32538-6.